# Iker Lecuona
Pour les articles homonymes, voir Lecuona.
Iker Lecuona Gascón (né le 6 janvier 2000) est un pilote de vitesse moto espagnol.

## Carrière
Lecuona commence sa carrière Moto2 en 2016. Alors engagé au Championnat d'Europe Moto2, il est appelé pour remplacer Dominique Aegerter blessé à l'entrainement, pour finir par le remplacer définitivement sur les 4 derniers Grand Prix de la saison.

### Statistiques par années
(Mise à jour après le Grand Prix moto d'Italie 2021)
| Année | Catégorie | Moto  | Courses | Victoires | Podiums | Pole | M.tours | Points | Position | Titres |
| ----- | --------- | ----- | ------- | --------- | ------- | ---- | ------- | ------ | -------- | ------ |
| 2016  | Moto2     | Kalex | 6       | 0         | 0       | 0    | 0       | 0      | NC       |        |
| 2017  | Moto2     | Kalex | 13      | 0         | 0       | 0    | 0       | 2      | 35e      |        |
| 2018  | Moto2     | KTM   | 18      | 0         | 1       | 0    | 0       | 80     | 12e      |        |
| 2019  | Moto2     | KTM   | 18      | 0         | 1       | 0    | 0       | 90     | 12e      |        |
| 2019  | MotoGP    | KTM   | 1       | 0         | 0       | 0    | 0       | 0      | NC       |        |
| 2020  | MotoGP    | KTM   | 11      | 0         | 0       | 0    | 0       | 27     | 20e      |        |
| 2021  | MotoGP    | KTM   | 18      | 0         | 0       | 0    | 0       | 39     | 20e      |        |
| 2023  | MotoGP    | Honda | 2       | 0         | 0       | 0    | 0       | 0      | 30e      |        |
| 2023  | MotoGP    | Honda | 5       | 0         | 0       | 0    | 0       | 0      | 30e      |        |
| Total |           |       | 92      | 0         | 2       | 0    | 0       | 238    |          |        |

- * Saison en cours.

### Statistiques par catégorie
(Mise à jour après le Grand Prix moto d'Italie 2021)
| Cat.   | Année     | 1er GP   | 1er Podium | 1re Victoire | Courses | Victoires | Podiums | Pole | M.tours¹ | Points | Titres |
| ------ | --------- | -------- | ---------- | ------------ | ------- | --------- | ------- | ---- | -------- | ------ | ------ |
| Moto2  | 2016-2019 | GBR 2016 | VAL 2018   |              | 55      | 0         | 2       | 0    | 0        | 172    | 0      |
| MotoGP | 2019-     | VAL 2019 |            |              | 18      | 0         | 0       | 0    | 0        | 40     | 0      |
| Total  | 2016-     |          |            |              | 73      | 0         | 2       | 0    | 0        | 212    | 0      |

### Résultats par année

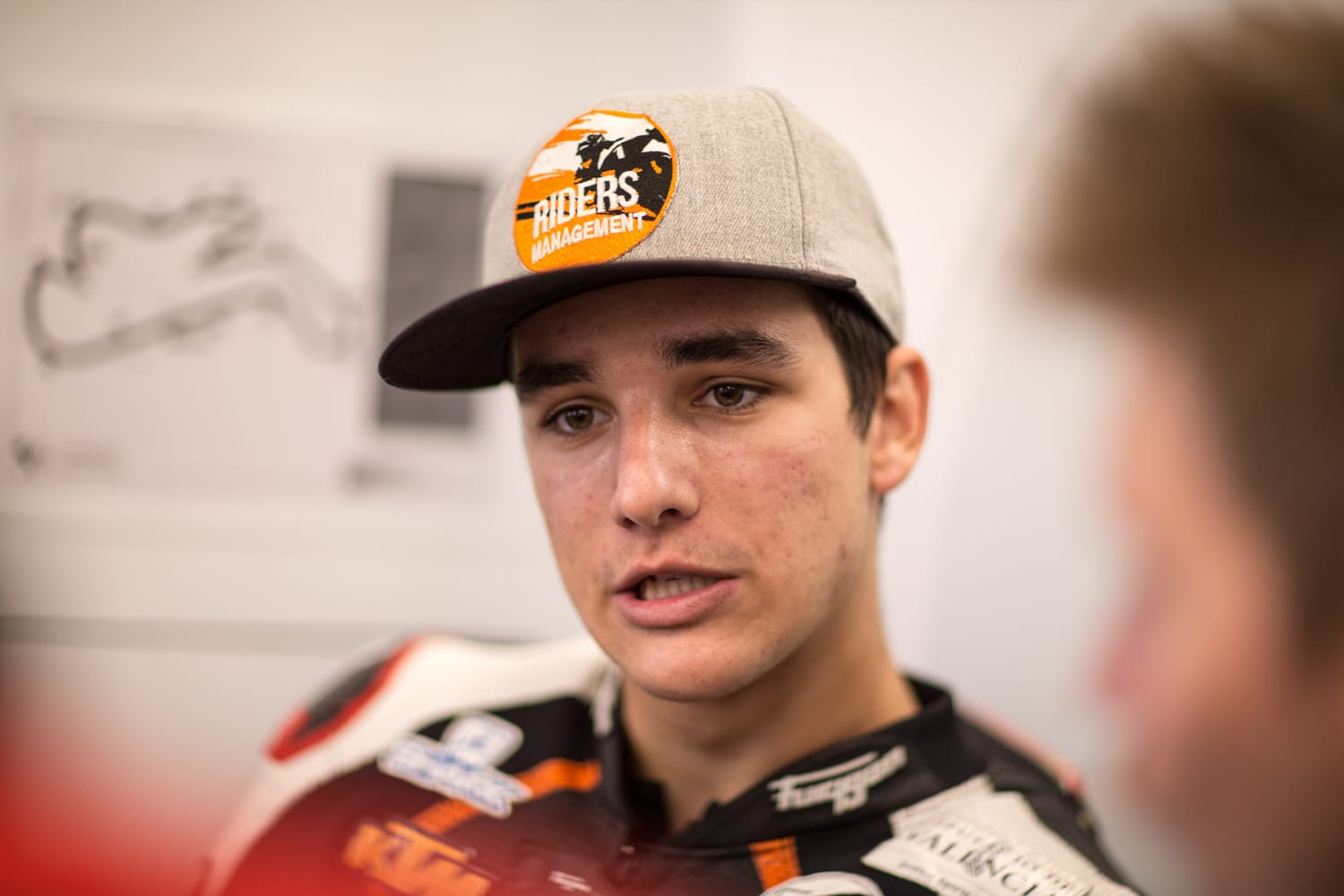
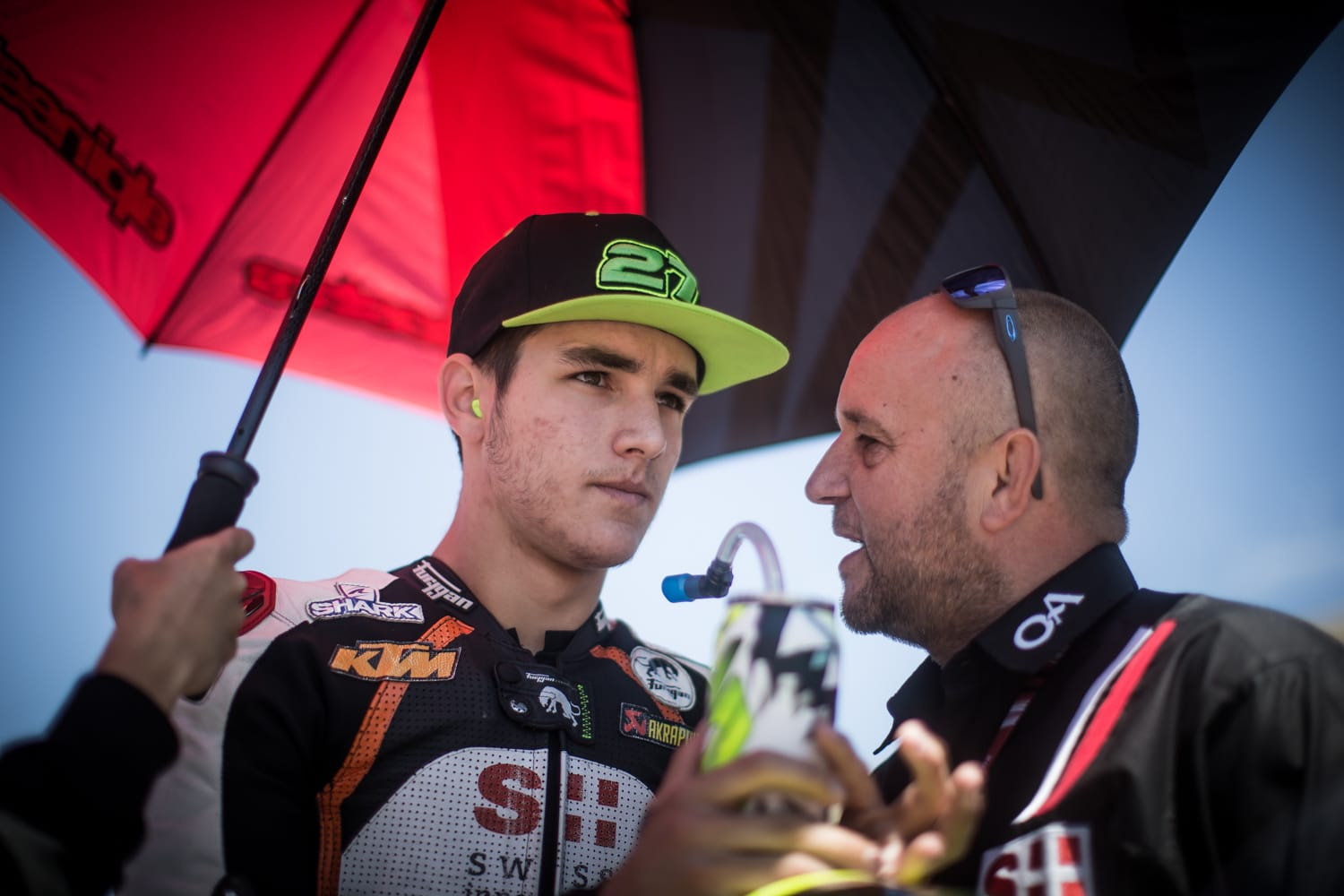
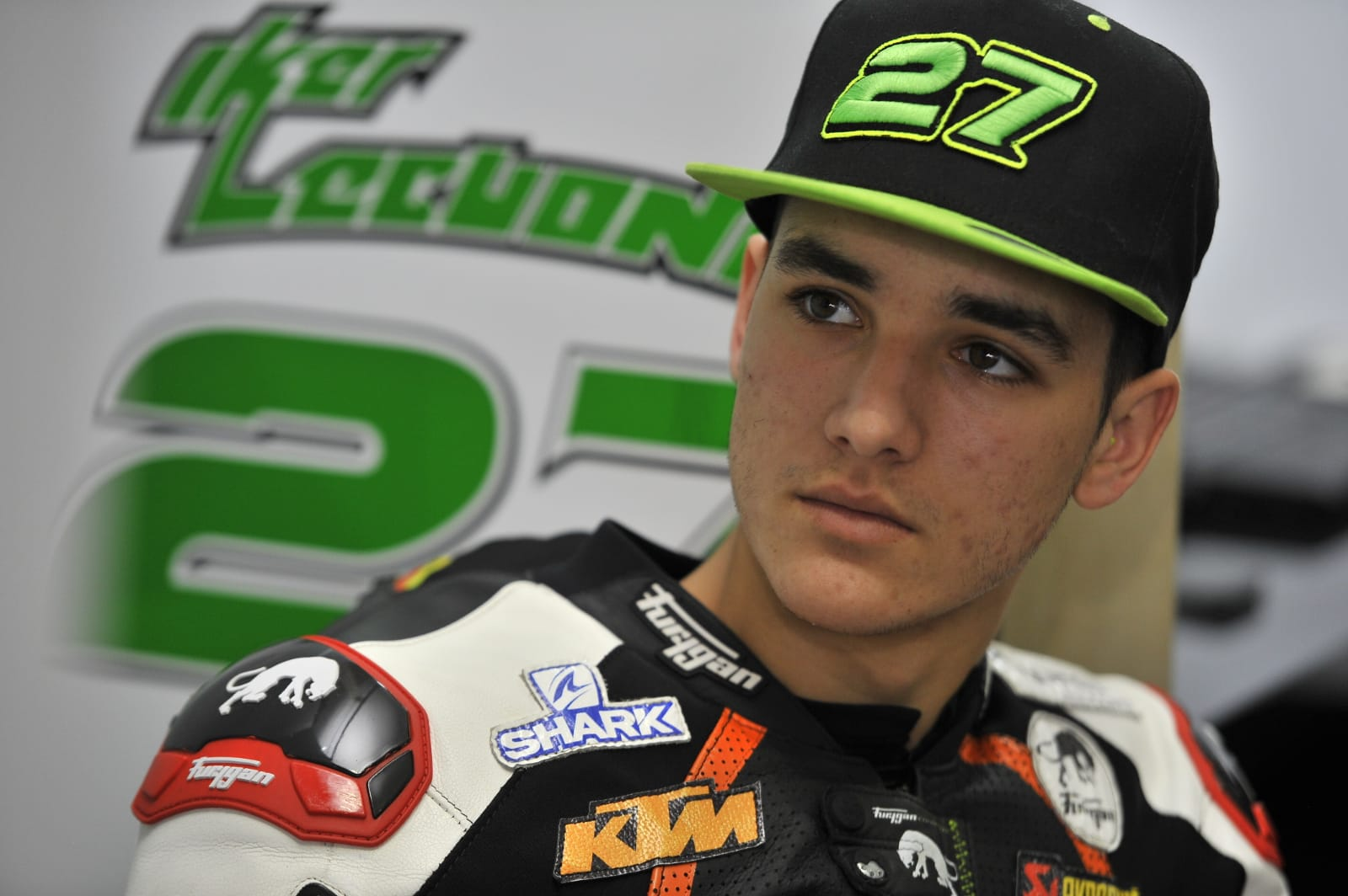
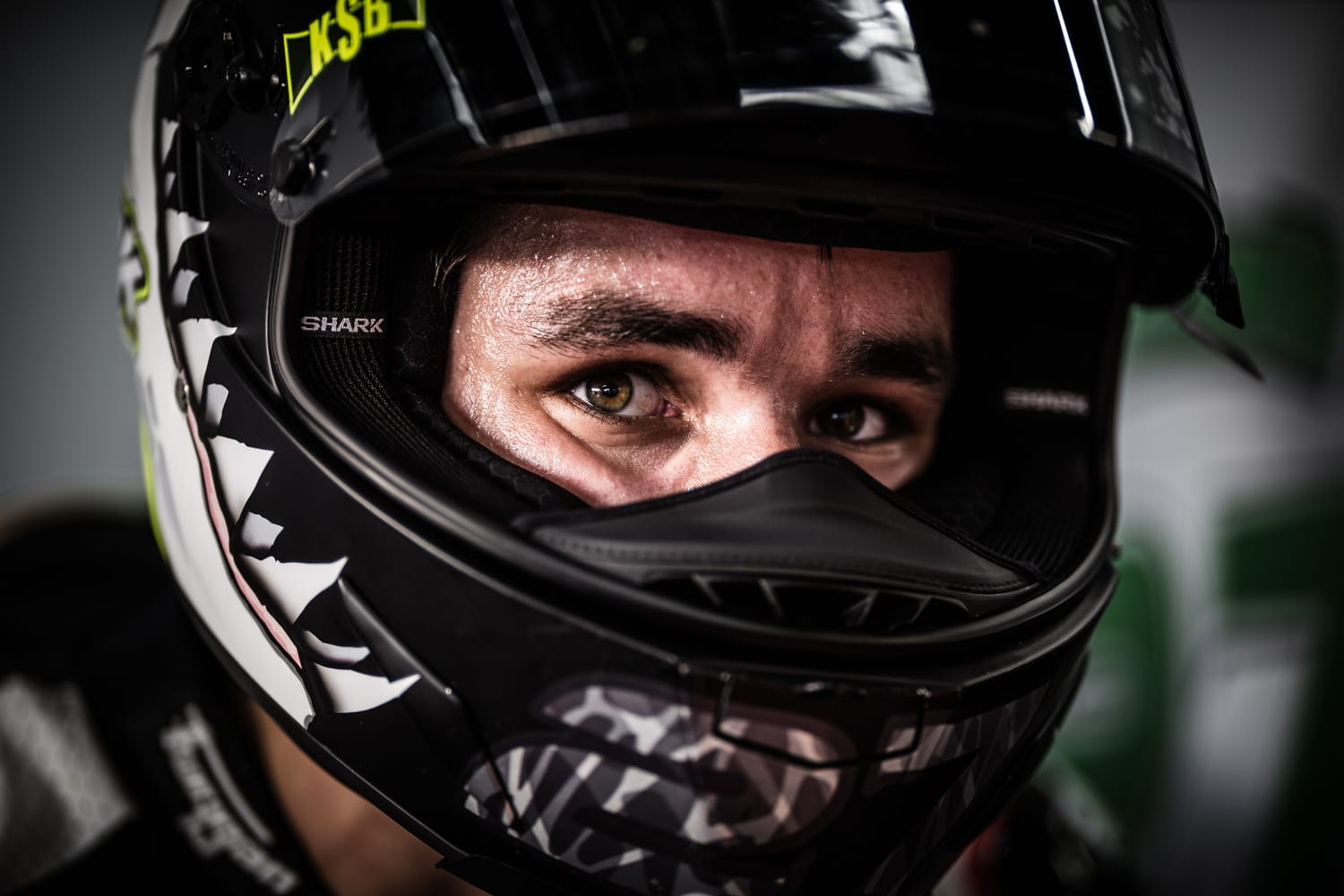
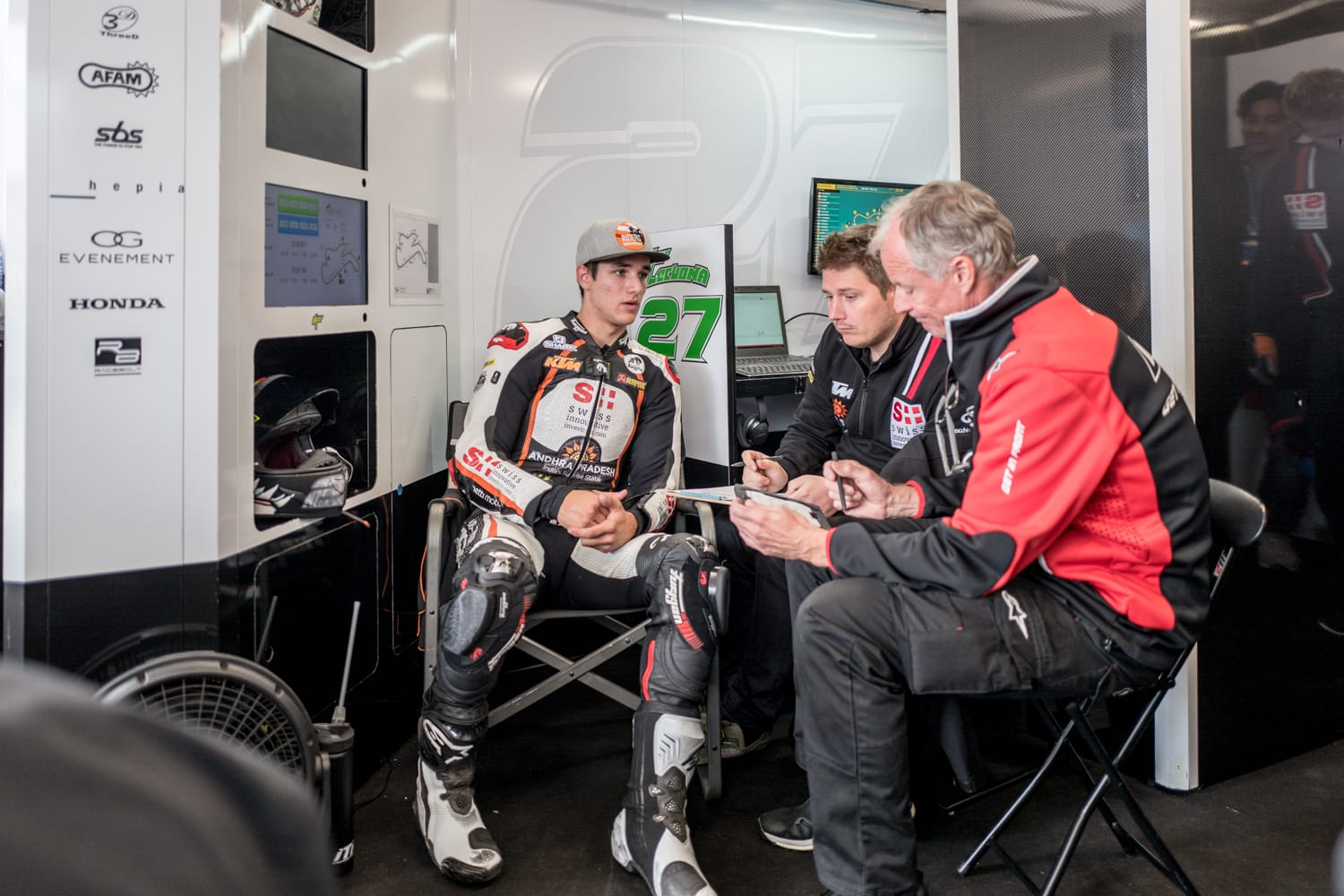

| Année | Catégorie | Moto  | 1       | 2       | 3       | 4       | 5       | 6       | 7       | 8      | 9       | 10     | 11     | 12      | 13      | 14     | 15      | 16      | 17      | 18      | 19      | Pos | Pts |
| ----- | --------- | ----- | ------- | ------- | ------- | ------- | ------- | ------- | ------- | ------ | ------- | ------ | ------ | ------- | ------- | ------ | ------- | ------- | ------- | ------- | ------- | --- | --- |
| 2016  | Moto2     | Kalex | QAT     | ARG     | AME     | ESP     | FRA     | ITA     | CAT     | NED    | GER     | AUT    | CZE    | GBR 19  | RSM 21  | ARA    | JPN Ab. | AUS Ab. | MAL 22  | VAL 24  |         | NC  | 0   |
| 2017  | Moto2     | Kalex | QAT     | ARG     | AME DNS | ESP Ab. | FRA DNS | ITA     | CAT 24  | NED 23 | GER 21  | CZE 19 | AUT 21 | GBR Ab. | RSM Ab. | ARA 21 | JPN 17  | AUS 20  | MAL 14  | VAL 18  |         | 35e | 2   |
| 2018  | Moto2     | KTM   | QAT Ab. | ARG 11  | AME 5   | SPA 9   | FRA Ab. | ITA 13  | CAT 10  | NED 16 | GER 19  | CZE 13 | AUT 10 | GBR C   | RSM 19  | ARA 14 | THA 7   | JPN 8   | AUS Ab. | MAL Ab. | VAL 2   | 12e | 80  |
| 2019  | Moto2     | KTM   | QAT Ab. | ARG 4   | AME Ab. | SPA 10  | FRA 9   | ITA Ab. | CAT Ab. | NED 15 | GER Ab. | CZE 10 | AUT 8  | GBR 11  | RSM 21  | ARA 7  | THA 3   | JPN Ab. | AUS 7   | MAL 6   |         | 12e | 90  |
| 2019  | MotoGP    | KTM   |         |         |         |         |         |         |         |        |         |        |        |         |         |        |         |         |         |         | VAL Ab. | NC  | 0   |
| 2020  | MotoGP    | KTM   | SPA Ab. | ANC Ab. | CZE Ab. | AUT 9   | STY 10  | RSM 14  | EMR Ab. | CAT 14 | FRA 15  | ARA 14 | TER 9  | EUR     | VAL WD  | POR    |         |         |         |         |         | 20e | 27  |
| 2021  | MotoGP    | KTM   | QAT 17  | DOA Ab. | POR 15  | ESP 17  | FRA 9   | ITA 11  |         |        |         |        |        |         |         |        |         |         |         |         |         | 20e | 13  |

Système d’attribution des points
| Position | 1er | 2e | 3e | 4e | 5e | 6e | 7e | 8e | 9e | 10e | 11e | 12e | 13e | 14e | 15e |
| Points   | 25  | 20 | 16 | 13 | 11 | 10 | 9  | 8  | 7  | 6   | 5   | 4   | 3   | 2   | 1   |

| Couleur | Résultat                     |
| ------- | ---------------------------- |
| Or      | Vainqueur                    |
| Argent  | 2e place                     |
| Bronze  | 3e place                     |
| Vert    | Terminé, dans les points     |
| Bleu    | Terminé, pas dans les points |
| Violet  | Abandon (Ab.) ou (Ret)       |
| Violet  | Non classé (NC)              |
| Rouge   | Pas qualifié (DNQ)           |
| Noir    | Disqualifié (DSQ)            |
| Blanc   | Pas au départ (DNS)          |
| Blanc   | Forfait (WD)                 |
| Blanc   | N'a pas participé (DNP)      |
| Blanc   | Blessé (INJ)                 |
| Blanc   | Exclu (EX)                   |
| Blanc   | Course annulée (C)           |